# ТЭЦ Квидзын
ТЭЦ Квидзын — теплоэлектроцентраль на севере Польши, в семидесяти километрах к югу от Гданьска.
Расположенный в Квидзыне целлюлозно-бумажный комбинат имеет собственную ТЭЦ для обеспечения своих потребностей. В 1980–1985 годах здесь установили изготовленные рацибужской компанией Rafako четыре угольных котла ОР-140, рассчитанные на производство 140 тонн пара в час. Кроме того, в 1981 году смонтировали два котла компании Babcock — с циркулирующим кипящим слоем OF-100 для сжигания биомассы и содорегенерационный, способный производить 280 тонн пара в час.
Котлы питают три запущенные в 1982, 1984 и 1986 годах турбины эльблонгской компании Zamech. Две из них имеют мощность по 25 МВт и работают в паре с генераторами швейцарской компании BBC, тогда как третья с показателем 34,3 МВт соединена с генератором Alsthom. В 2010 году к ним добавили четвёртую турбину, что увеличило общую мощность станции до 116 МВт.